# LIFE is... 〜another story〜
「LIFE is... 〜another story〜」（ライフ・イズ... 〜アナザー・ストーリー〜）は、平井堅の通算18枚目のシングル楽曲。2003年5月8日発売、発売元はDefSTAR RECORDS（ソニー・ミュージックエンタテインメント系列）。

## 解説
TBS系ドラマ『ブラックジャックによろしく』（2003年4月11日〜6月20日放送）主題歌。元々は、2003年1月22日発売の5thアルバム『LIFE is...』のタイトル曲。アルバムではピアノの弾き語り風であるが、ドラマ主題歌に起用されるにあたってアレンジに手が加えられ、サブタイトルが付加された。なお、本作品のオリジナル盤はレーベルゲートCD(CCCD)仕様となっている。すでに発表していた楽曲が気に入られて（タイアップに）使用されたのは初めてであり、当時のインタビューでは「素直にうれしい」と語っている。
カップリング曲「まばたき」は平井本人が「南極をイメージして書いた」とコメントした楽曲で、NHK開局50年記念『特別番組 南極プロジェクト』のイメージソングに起用。NHKの番組内で唯一披露されたことがあるのみで、コンサート等での歌唱はない（2008年現在）。
累計出荷枚数は30万枚。
『ブラックジャックによろしく』に出演し、第58回NHK紅白歌合戦（2007年）の白組司会者となった笑福亭鶴瓶は平井を紹介するとき、「この曲を気に入った事がきっかけで（平井の）過去の曲も聴いてみた」と述べた。
公式MVには、その職業の過程で怪我や病を経験した人物が複数登場しており、2002年に落馬事故で骨盤骨折の重傷を負った騎手の武豊や、2001年に試合中の事故で頸髄損傷となり、リハビリに打ち込むプロレスラーのハヤブサも出演している。この時、ハヤブサは車椅子生活となっていたが、映像の最後では片松葉を使って自力で立ち上がるなど、回復の度合いを見せていた。

## 収録曲
| #  | タイトル                                       | 作詞                | 作曲                | 編曲                | 時間 |
| -- | ---------------------------------------------- | ------------------- | ------------------- | ------------------- | ---- |
| 1. | 「LIFE is... 〜another story〜」               | 平井堅              | 平井堅              | 亀田誠治            | 4:17 |
| 2. | 「まばたき」                                   | 平井堅、鈴木大      | 内池エドワード秀和  | Maestro-T           | 5:48 |
| 3. | 「Come Back 〜FILUR Deep Down & Low Remix〜」  | 平井堅、Angie Irons | T.KURA、Angie Irons | FILUR（リミックス） | 4:54 |
| 4. | 「LIFE is... 〜another story〜」(instrumental) |                     |                     |                     | 4:17 |

## 関連作品
- LIFE is... 〜another story〜

Ken Hirai 10th Anniversary Complete Single Collection '95-'05 歌バカ
- LIFE is...（Original Version）

LIFE is...
- まばたき

Ken Hirai 15th Anniversary c/w Collection '95-'10 “裏 歌バカ”
- Come Back ‐FILUR Deep Down & Law Remix‐

アルバム未収録
- Come Back（Original Version）

LIFE is...

## カバー
- 美吉田月（2007年、アルバム「pure flavor #1〜color of love〜」に収録）